# Битва в «Кровавой бухте»
Битва в Кровавом заливе, или Блар Баг на Фала на шотландском гэльском языке, — морское сражение недалеко от Тобермори, Шотландия. Битва произошла на побережье острова Малл в 2 милях (3 километрах) к северу от Тобермори, между Джоном Макдональдом, лордом Островов и главой клана Макдональд, и его сыном Ангусом Огом Макдональдом. Точная дата битвы в источниках варьируется от 1480 до 1483 года. После битвы, в которой Ангус Ог Макдональд вышел победителем, последний захватил власть у своего отца и удерживал её до конца десятилетия. Однако победа Ангуса окажется пирровой. Многие члены клана погибли в битве, и почти половина флота клана была потоплена, в результате чего мощь лордов Островов отныне значительно уменьшилась. Ангус Макдональд, последний из независимых лордов Островов, сам был убит в 1490 году.

## Предыстория
В 1476 году король Шотландии Яков III Стюарт был проинформирован о секретном договоре, заключенном Джоном Макдональдом с английским королем Эдуардом IV. Яков Стюарт лишил Джона графства, а также шерифств Нэрна и Инвернесса, а также сеньорий Кинтайр и Кнапдейл, но подтвердил за ним оставшуюся часть его земель и титул лорда Островов. Но с этого момента звание лорда островов должно было предоставляться шотландской короной, а не самовольно. Джон Макдональд потерял гораздо больше, чем просто землю и титулы; он потерял престиж и положение среди своих родственников. Власть всегда зависела от территориальной экспансии, чтобы воплотить в жизнь свои воинские ценности; но теперь, когда оно сокращалось, все скрытое напряжение вышло наружу, найдя выражение в личности Ангуса Ога. Ангус, по словам Хью Макдональда, изгнал своего отца Джона как из руководства клана, так и из собственного дома, заставив его искать убежища под старой лодкой.
Джон Макдональд собрал оставшихся сторонников в попытке подавить восстание своего сына. Флот Джона встретился с флотом Ангуса где-то в начале 1480-х годов у побережья Малла к северо-западу от нынешнего города Тобермори, района, который впоследствии стал известен как Кровавый залив.

## Битва
Джона Макдональда из Айлея поддержали люди из клана Маклейн, клана Маклауд и клана Макнил. Ему противостоял его сын, Ангус Ог Макдональд, которого поддерживали Аллан Макруари, вождь клана Макдональд из Кланраналда, Дональд Галлах, вождь клана Макдональд из Слита, и Донал Мак Ангус, вождь клана Макдональдов из Кеппоха, а также клан Маклауд из Льюиса. В ожесточенных боях Ангус Ог разгромил галеры западных горных союзников своего отца.
В рукописи Баннатайна говорится, что Уильям Дуб, вождь Маклаудов, был убит рано, а после падения своего вождя Маклауды начали уступать. Однако священник по имени Каллум Клерих заставил хранителя Флага Фей развернуть свое знамя. В рукописи говорится, что когда родственники Маклауда, Маклауды из Льюиса, перешли на другую сторону, увидев развернутый священный флаг, и присоединились к силам, поддерживающим Джона. Однако судьба битвы уже была решена, и силы Ангуса Макдональда одержали победу. Большое количество членов клана было убито во время конфликта, в том числе носитель флага Мурча Бич, а также двенадцать мужчин, которым было поручено защищать флаг.
Гектор Одар Маклин, вождь клана Маклейн и командующий флотом Джона Макдональда, был взят в плен. Уильям Дуб Маклауд, глава клана Маклауд, был убит вместе со многими членами своего клана.

## Последствия
После битвы Ангус Ог Макдональд взял власть у своего отца и удерживал её в течение десяти лет, пока не был убит. Однако многие члены клана погибли, и почти половина флота клана была потоплена. Сам Ангус Макдональд будет убит десять лет спустя. В результате Кровавого залива и других неудач могущество лордов Островов отныне значительно уменьшилось.